# Gramatyka Montague
Gramatyka Montague (semantyka Montague) – teoria semantyki języka naturalnego, zaproponowana w latach 60. i 70. przez Richarda Montague; od tego czasu podlegała modyfikacjom. Bazuje na teorii modeli formalizacja semantyki języka naturalnego. Jej częścią był język formalny zapisu, jak również charakterystyczny zestaw reguł języka, rządzących składnią. Bazuje na logice formalnej. Zakłada, że języki naturalne (takie jak angielski) mogą być traktowane w ten sam sposób jak języki formalne. Kluczowym zagadnieniem jest relacja pomiędzy syntaktyką a semantyką. Znaczenie wypowiedzi zależy zarówno od znaczenia poszczególnych części zdania, jak i od sposobu, w jaki zostały połączone. 

## Publikacje
Zasady swojej gramatyki Montague zaprezentował w serii artykułów:
- Richard Montague. Universal grammar. „Theoria”. 36, s. 373-398, 1970. (ang.).
- richard Montague. English as a Formal Language. „Bruno Visentini (ed.): Linguaggi nella società e nella tecnica”, s. 189-223, 1970. Mailand. (ang.).
- Richard Montague: The Proper Treatment of Quantification in Ordinary English. semantics.uchicago.edu. [dostęp 2015-07-17]. (ang.).